# Kościół Trójcy Świętej w Rucianem-Nidzie
Kościół Trójcy Świętej w Rucianem-Nidzie – rzymskokatolicki kościół parafialny należący do parafii pod tym samym wezwaniem (dekanat Pisz diecezji ełckiej). Znajduje się w Nidzie, dzielnicy miasta Ruciane-Nida, w powiecie piskim, w województwie warmińsko-mazurskim.
Starania o budowę świątyni rozpoczął ksiądz Henryk Cimochowski w latach 1983–1985. Od 1985 roku prace przygotowawcze kontynuował ksiądz Czesław Giza. Projekt świątyni został opracowany przez architekta Leszka Palińskiego z Olsztyna. Następnie projekt został zmodyfikowany przez Bronisława Długosza z Olsztyna. W dniu 22 czerwca 1986 roku ksiądz biskup Julian Wojtkowski poświęcił plac pod budowę świątyni. W lipcu 1986 roku rozpoczęła się budowa kościoła. Świątynia została konsekrowana przez księdza biskupa Wojciecha Ziembę, ordynariusza Ełckiego, w dniu 18 czerwca 2000 roku.